# Четири венчања и сахрана
Четири венчања и сахрана (енгл. Four Weddings and a Funeral) је романтична комедија из 1994. године. Редитељ филма је Мајк Њуел.
Филм је достигао неочекивани успех и у то време је био британски филм са највећом зарадом у историји, са укупно 245,7 милиона долара широм света. Успех филма довео је Хјуа Гранта до међународне славе, посебно у Сједињеним Државама.

## Радња
Филм приказује авантуре групе пријатеља кроз перцепцију Чарлса (глуми га Грант), често посрамљеног и неприкладног Британца којег фасцинира Кери (коју глуми Макдауел), прелепа Американка коју стално виђа на венчањима и сахранама.
Прво венчање је венчање Ангуса и Лоре (Тимоти Вокер и Сара Кроу). Чарлс и његови слободни пријатељи су забринути да никада неће наћи партнера. На овом венчању Чарлс први пут среће Кери и проводи ноћ са њом. Чарлс ово види као везу за једну ноћ.
Друго венчање је венчање Бернарда и Лидије (Дејвид Хејг и Софи Томпсон), чија је веза почела на првом венчању. На овом венчању се појављује Роуан Аткинсон у одори као неискусни свештеник који води прво венчање. Стално је збуњен док води церемонију. Испоставило се да сам дочек није био превише пријатан за Чарлса, јер је приморан да седне за сто са неколико својих бивших девојака, а касније налеће на Хенријету (коју његови пријатељи зову „кљуконос“) са којом је имао неугодну везу у прошлости. Његов ужасан дан је коначно покварен када сазна да је Кери верена за Хејмиша (Корин Редгрејв), богатог британског политичара. Међутим, то не спречава Чарлса и Кери да проведу још једну ноћ заједно. Касније, Чарлс упознаје Кери у продавници поклона за венчање у потрази за правим поклоном за своје венчање, а затим јој помаже да изабере венчаницу. Кери га такође изненађује признањем да је имала више од 30 сексуалних партнера. Чарлс је спавао са само 9 девојака. Касније је позива да наставе везу ако Керин брак пропадне, али она љубазно одбије.
Треће венчање је Керино у британском замку. Чарлс запада у дубоку депресију. На пријему, Чарлсова девојка Фиона (Кристин Скот Томас) му признаје љубав, али он јој не узвраћа осећања. На венчању, Чарлсов пријатељ Герет (Сајмон Келоу) изненада умире од срчаног удара. Следећа епизода је Гаретова сахрана. На сахрани, Метју (Џон Хана у једној од његових првих филмских улога) рецитује песму Вистана Хјуа Одена „Погребни блуз”. Чарлс и Том (Џејмс Флит) расправљају о природи праве љубави.
Четврто венчање је венчање Чарлса, који је из очаја одлучио да ожени Хенријету. Међутим, на дан венчања упознаје Кери, која је, испоставило се, раскинула са супругом. На олтару, када викар пита да ли неко зна разлоге зашто пар не би требало да се венча, Чарлсов глувонеми брат Дејвид (Дејвид Бауер), користећи знаковни језик, изјављује да Чарлс не воли Хенријету. Чарлс то признаје, Хенријета из све снаге удара Чарлса у лице и церемонија се прекида.
Кери долази код Чарлса, који тешко подноси неуспех на венчању, да се извини што је дошла на венчање. Чарлс признаје да је коначно схватио да је Кери особа са којом жели да проведе живот. Али он у суштини не жели да се ожени. Тада Кери и Чарлс обећавају једно другом да се никада неће венчати.
На крају видимо серију фотографија које приказују будућност ликова у филму. Приказана су свадбе свих осим Фионе, која је (сатирично) приказана у браку са принцом Чарлсом. Срећни и невенчани Кери и Чарлс приказани су са дететом.

## Улоге
- Хју Грант — Чарлс
- Енди Макдауел — Кари
- Џејмс Флит — Том
- Сајмон Калоу — Гарет
- Џон Хана — Метју
- Кристин Скот Томас — Фиона
- Дејвид Бауер — Дејвид
- Шарлота Колман — Скарлет
- Тимоти Вокер — Ангус
- Сара Кроу — Лора
- Роуан Аткинсон — Отац Џералд

## Награде и номинације
| Награда               | Категорија                                                    | Прималац                 | Исход      |
| --------------------- | ------------------------------------------------------------- | ------------------------ | ---------- |
| Оскар                 | Најбољи филм                                                  | Данкан Кенворти          | Номинација |
| Оскар                 | Најбољи оригинални сценарио                                   | Ричард Кертис            | Номинација |
| Награде БАФТА         | Најбољи филм                                                  | Данкан Кенворти          | Освојено   |
| Награде БАФТА         | Најбоља режија                                                | Мајк Њуел                | Освојено   |
| Награде БАФТА         | Најбољи оригинални сценарио                                   | Ричард Кертис            | Номинација |
| Награде БАФТА         | Најбољи глумац у главној улози                                | Хју Грант                | Освојено   |
| Награде БАФТА         | Најбољи глумац у споредној улози                              | Сајмон Калоу             | Номинација |
| Награде БАФТА         | Најбољи глумац у споредној улози                              | Џон Хана                 | Номинација |
| Награде БАФТА         | Најбоља глумица у споредној улози                             | Кристин Скот Томас       | Освојено   |
| Награде БАФТА         | Најбоља глумица у споредној улози                             | Шарлота Колман           | Номинација |
| Награде БАФТА         | Најбоља монтажа                                               | Џон Грегори              | Номинација |
| Награде БАФТА         | Најбоља филмска музика                                        | Ричард Родни Бенет       | Номинација |
| Награде Златни глобус | Најбољи играни филм (мјузикл или комедија)                    | Четири венчања и сахрана | Номинација |
| Награде Златни глобус | Најбољи главни глумац у играном филму (мјузикл или комедија)  | Хју Грант                | Освојено   |
| Награде Златни глобус | Најбоља главна глумица у играном филму (мјузикл или комедија) | Енди Макдауел            | Номинација |
| Награде Златни глобус | Најбољи сценарио за играни филм                               | Ричард Кертис            | Номинација |